# Mordechai Finzi
Mordechai Finzi (* 1440; † 1475 in Mantua) war ein italienischer Übersetzer, Mathematiker und Astronom.
Mordechai Finzi entstammte der italienisch-jüdischen Familie Finzi. Er verfasste seine Schriften in hebräischer Sprache. Insbesondere übersetzte er auch mehrere mathematische Bücher ins Hebräische, etwa die Algebra des Abu Kamil.